# یان کلاپاچ
یان کلاپاچ (چکی: Jan Klapáč؛ زادهٔ ۲۷ فوریهٔ ۱۹۴۱) بازیکن هاکی روی یخ اهل چکسلواکی بود.